# Èpsilon1 de l'Altar
Èpsilon¹ de l'Altar (ε¹ Arae) és una estrella de la constel·lació de l'Altar. És una estrella taronja tipus K gegant amb una magnitud aparent de +4,06. Està a uns 304 anys llum de la Terra.